# 110
110 — невисокосний рік, що почався в середу за григоріанським календарем.
Римська імперія •  Парфянське царство •  Кушанське царство •  Східна Хань •  Сармати

## Геополітична ситуація
Римську імперію очолює імператор Траян (до 117). Імперія займає Апеннінський, Піренейський та Балканський півострови, Галлію, частину Британії, Близький Схід, Північну Африку включно з Єгиптом.
Наймогутніша держава центральної Азії — Парфянське царство. Наймогутніша держава Індостану — Кушанське царство. Династія Хань править у Китаї.
Триває докласичний період цивілізації мая.
На території майбутньої України, в степах Причорномор'я, мешкають сармати, північніше — племена Черняхівської культури.

## Події
- Консули Риму: Сервій Корнелій Сципіон та Марк Педуцей Присцін[1]
- Римський письменник Светоній написав збірку біографій De viris illustribus.
- Римський Пантеон частково вигорів внаслідок удару блискавки.
- Бань Чжао завершила написання «Ханьшу» — хроніки династії Хань (дата приблизна).

## Народились
Дивись також Категорія:Народились 110
- Антиной — коханець імператора Адріана

## Померли
Дивись також Категорія:Померли 110
- Квінт Сосій Сенеціон — державний діяч Римської імперії.
- Фабій Рустік — римський історик 1 століття